# 腓特烈六世 (黑森-洪堡)
腓特烈六世·約瑟夫·路德維希·卡爾·奧古斯特（德語：Friedrich VI. Joseph Ludwig Carl August，1769年7月30日—1829年4月2日），黑森-洪堡伯爵，1820年至1829年在位。
拿破崙戰爭期間，腓特烈於奧地利軍中服役，並獲得了瑪麗亞·特蕾莎勛章。
1818年，腓特烈與英王喬治三世之女伊莉莎白公主結婚。兩人各有各的目的：腓特烈打算利用她的嫁妝改善黑森-洪堡的財政問題，伊莉莎白則是為了遠離控制慾強的夏洛特王后。兩人沒有子女。
1820年，腓特烈的父親腓特烈五世去世，腓特烈繼位為黑森-洪堡伯爵。腓特烈於1829年去世，享年59歲。